# イトゥアーノFC
イトゥアーノFC（ポルトガル語: Ituano Futebol Clube）は、ブラジル・サンパウロ州イトゥーを本拠地とするサッカークラブである。

## 歴史
1947年5月24日、イトゥーに拠点を置くソロカバーナ鉄道 (Estrada de Ferro Sorocabana) の従業員たちによって設立。設立当初のクラブ名はAAソロカバーナ (Associação Atlética Sorocabana) 。1960年代にクラブ名をフェロヴィアリオ・アトレチコ・イトゥアーノ (Ferroviário Atlético Ituano) に変更、さらに1990年代にイトゥアーノFC (Ituano Futebol Clube) に変更され、現在に至る。
1978年カンピオナート・パウリスタ・セリエA3に参加。その後セリエA2に長期間在籍し1989年にトップディヴィジョンに昇格。2002年には念願のカンピオナート・パウリスタ制覇を達成した。サンパウロ大都市圏外のクラブが州リーグを制覇するのは希なことだった。
サッカーブラジル代表のジュニーニョ・パウリスタはイトゥアーノのアカデミー出身で、2010年に選手兼任でクラブの代表に就任した。
2014年、PK戦の末にサントスFCを下し、2度目の州リーグ制覇を達成した。

## ライバル
イトゥアーノにとって最大のライバルはパウリスタFCで、両者の対戦はブリガ・デ・ガロ (Briga de Galo、雄鶏の闘い) と呼ばれている。またAAポンチ・プレッタやAAサンベントともライバル関係にある。

## タイトル
- カンピオナート・ブラジレイロ・セリエC : 1回
  - 2003
- カンピオナート・パウリスタ : 2回
  - 2002, 2014
- カンピオナート・パウリスタ・セリエA2 : 1回
  - 1989
- コパ・パウリスタ: 1回
  - 2002

## 過去の成績
| セリエA優勝 | セリエA準優勝 | 上位リーグ昇格 | 下位リーグ降格 |
| シーズン | リーグ  | 順位     | 勝点     | 試合数   | 勝       | 分       | 敗       | 得点     | 失点     |
| -------- | ------- | -------- | -------- | -------- | -------- | -------- | -------- | -------- | -------- |
| 2007     | セリエB | 20位     | 33       | 38       | 8        | 9        | 21       | 41       | 74       |
| 2008     | セリエC | 32位     | 11       | 12       | 3        | 2        | 7        | 13       | 18       |
| 2009     | セリエD | 35位     | 4        | 6        | 0        | 4        | 2        | 5        | 9        |
| 2010     | セリエD | 参戦せず | 参戦せず | 参戦せず | 参戦せず | 参戦せず | 参戦せず | 参戦せず | 参戦せず |
| 2011     | セリエD | 参戦せず | 参戦せず | 参戦せず | 参戦せず | 参戦せず | 参戦せず | 参戦せず | 参戦せず |
| 2012     | セリエD | 参戦せず | 参戦せず | 参戦せず | 参戦せず | 参戦せず | 参戦せず | 参戦せず | 参戦せず |
| 2013     | セリエD | 参戦せず | 参戦せず | 参戦せず | 参戦せず | 参戦せず | 参戦せず | 参戦せず | 参戦せず |
| 2014     | セリエD | 12位     | 16       | 10       | 5        | 1        | 4        | 11       | 9        |
| 2015     | セリエD | 参戦せず | 参戦せず | 参戦せず | 参戦せず | 参戦せず | 参戦せず | 参戦せず | 参戦せず |
| 2016     | セリエD | 7位      | 19       | 12       | 6        | 1        | 5        | 23       | 14       |
| 2017     | セリエD | 参戦せず | 参戦せず | 参戦せず | 参戦せず | 参戦せず | 参戦せず | 参戦せず | 参戦せず |

## 歴代所属選手
- 前田和明 1990
- シーラス 2001
- ヴィクトル 2002
- オジヴァン 2007
- ロッキ・ジュニオール 2010
- 池田圭太 2014
- ガブリエウ・マルティネッリ 2018-2019
- トニー・アンデルソン 2024